# Powidz (Grande-Pologne)
Pour les articles homonymes, voir Powidz.
Powidz (prononciation : [ˈpɔvit͡s]) est un village de Pologne, situé dans la voïvodie de Grande-Pologne. Il est le chef-lieu de la gmina de Powidz, dans le powiat de Słupca.
Il se situe à 15 kilomètres au nord de Słupca (siège du powiat) et à 69 kilomètres à l'est de Poznań (capitale régionale).
Le village possède une population de 1 000 habitants.

## Histoire
De 1975 à 1998, Powidz faisait partie du territoire de la voïvodie de Konin.

Depuis 1999, le village fait partie du territoire de la voïvodie de Grande-Pologne.
La base aérienne de Powidz de la force aérienne polonaise se situe sur le territoire de la commune; le Powidz Army Prepositioned Stocks-2 Worksite, un dépôt de matériel et de munitions de l'United States Army Europe y est construit à partir de 2020. Il entre en fonction en 2024;